# Сражение при Гуттштадте
Сражение при Гуттштадте (фр. Bataille de Guttstadt) — сражение 23 мая (4 июня) — 28 мая (9 июня) 1807 года между русской армией генерала от кавалерии Л. Л. Беннигсена и корпусом французского маршала Нея, поддержанным корпусом маршала Сульта, произошедшее близ Гуттштадта (ныне Добре-Място) в Восточной Пруссии, во время Войны четвёртой коалиции.

## Перед сражением
Во второй половине мая к русской армии, располагавшейся на кантонир-квартирах, стало поступать продовольствие. Общая численность русских сил составляла около 125 000 человек. Две дивизии генерал-майора Дохтурова находилась у Вормдита, две дивизии Остен-Сакена и кавалерия Уварова под общим командованием первого, а также две пехотные дивизии и кавалерия князя Голицына располагались у Аренсдорфa на северо-западе от Гуттштадта. Авангард во главе с П. И. Багратионом базировался в Лаунау, севернее позиций Нея. Остальные части: корпус князя Горчакова и казаки М. И. Платова располагались южнее за рекой Алле.
К этому моменту Наполеон собрал в Польше 220 000 солдат. Под своим непосредственным командованием он имел 190 000 человек. С самого февраля армия находилась на квартирах за рекой Пассаргой: корпус Бернадота (27 000 человек) на левом крыле, корпус Сульта в центре, у Либштата; гвардия, резервная кавалерия, корпус Даву и гренадеры у Гогенштейна и Остероде; корпус маршала Нея (около 20 000 солдат) был выдвинут к Гуттштадту.
Теперь имея всё, чтобы начать активные действия, Беннигсен принял решение атаковать отдалённый от основных сил корпус Нея у Гуттштадта. Русский командующий планировал уничтожить отдалённый корпус Нея в ходе слишком сложной операции с участием шести наступающих колонн. По плану, разработанному им, генерал Дохтуров должен был перерезать сообщение корпусов Сульта и Нея у Ломитена, авангард ударить во фронт французских сил, а корпуса Горчакова и Остен-Сакена — во фланг и тыл. Корпусу Лестока было приказано демонстративно отвлекать войска Бернадота, а казачьим соединениям было приказано переправиться через Алле и преследовать отступающие части французов, насколько это будет возможно. 23 мая (5 июня) основная диспозиция была донесена до сведений командиров и армия приготовилась к наступлению.
Обеспечив осаждённый Данциг с тыла, Наполеон, в свою очередь, планировал начать наступление примерно 10 июня. Когда он получил известие о том, что русские планируют напасть на него, император посчитал действия противника «смехотворными», поскольку русско-прусские войска почти не волновали его во время осады Данцига.

## Начало сражения
В 3 часа ночи 24 мая силы Дохтурова двинулись к Ломитену. В лесу, перед селением, завязался бой с передовым отрядом корпуса Сульта. Маршал, помня распоряжение императора не пересекать Пассаргу, не решился атаковать всеми силами и, отбросив продвигающиеся русские полки, вернулся на исходные позиции, охраняя переправу. Однако генерал Дохтуров в полной мере выполнил указание главнокомандующего и расположился на занятых позициях у Ломитена.
Позже, утром, в бой двинулся авангард Багратиона. Пройдя стремительным темпом Гронау, он занял Альткирх по дороге на Гуттштадт и стал ожидать подхода сил Горчакова и Остен-Сакена. Князь руководствовался тем, что преждевременный удар его войск по позициям Нея в лучшем случае заставит французский корпус отступить и ускользнуть из клещей русской армии. Левый фланг французов был прикрыт болотами, а правый упирался в лесистые горы, из-за чего позиция Нея оказалась очень крепкой.
Маршал Ней принял подход авангарда за усиленную разведку, не влекущую за собой никаких активных движений в его сторону и, решив отбросить Багратиона на исходные позиции, атаковал Альткирх всеми силами. Завязался тяжёлый бой, и в какой-то момент Ней готов был опрокинуть русский авангард. Багратион, заметив подходящие полки Остен-Сакена и кавалерию, перешёл в контратаку и отбил атаки противника.
Ней, теснимый с севера, начал отступать по дороге на Деппен, отбиваясь от наседающих русских на всём пути отступления. К концу дня маршал остановил войска в районе Анкендорфа и начал переправлять тяжести и обозы на левый берег Пассарги, куда, по плану Наполеона, к 27 мая (8 июня) должна была подойти вся Великая армия. За два дня боя Ней потерял только пленными 3000 солдат, также отдав 2 орудия и свой личный экипаж с обозами.
План русского командования по окружению и разгрому корпуса Нея провалился. Дело было в несвоевременном прибытии колонн Горчакова и Остен-Сакена, которые подошли на указанные позиции гораздо позже запланированного времени, а именно тогда, когда части Багратиона уже отбросили противника от Гуттштадта. Казаки Платова также опоздали с занятием Бергфрида, однако всю вину за провал операции главнокомандующий возложит на генерала Остен-Сакена, которого позже отдали под суд. Русская армия ночевала у Глоттау и Квеца. Ночью с 24 на 25 мая Беннигсен упустил блестящую возможность отрезать Нея от Деппенских переправ, не использовав то, что маршал решил ночевать прямо перед основными силами врага. Смелость всегда выделяла этого маршала среди остальных, но в этой ситуации она могла иметь для французов фатальные последствия.

## Продолжение сражения
26 мая генерал Беннигсен узнал о положении корпусов французской армии. Колеблясь между позициями у Гуттштадта и Гайльсберга, он приказал возводить укрепления у первого и расположил армию в этом же районе.
Только узнав о нападении русских войск на корпус Нея, Наполеон немедленно начал скапливать армию у Заальфельда. Утром 27 мая, отдав последние распоряжения к бою, Наполеон приказал войскам переправляться через Пассаргу сразу в двух местах — у Деппена и у Эльдитена.
Тем временем приехавший на позиции Багратиона главнокомандующий Беннигсен приказал сдерживать французов у Деппена, где должны были переправляться главные силы французской армии.
Корпус маршала Сульта, выполняя приказания Наполеона, перешёл реку в назначенный срок у Эльдитена и с ходу атаковал селение Клейненфельд, где находился Н. Н. Раевский. Весь день за селение шёл бой. В одной из атак Раевскому удалось окружить и истребить целую пехотную бригаду французов. За неосмотрительные действия поплатился и её командир, генерал Этьен Гюйо. На поддержку прибыл князь Багратион. Отведя свои силы к Анкендорфу в связи с началом переправы французами у Деппена, он приказал Раевскому отойти на одну с ним высоту к Вольфсдорфу. Вечером Раевский исполнил приказание, в порядке выведя свою бригаду к назначенному пункту. Находясь в хорошей связи, силы Раевского и Багратиона приготовились к новой схватке. Ночью генерал Беннигсен приказал авангарду сдерживать противника как можно дольше, решив принять основной удар неприятеля у Гейльсберга, куда и стал стягивать медленным темпом все русские войска.
28 мая в рамках сражения произошёл последний бой. Корпус Сульта атаковал Вольфсдорф. Весь день наседая, французские войска теснили русских к Гуттштадту. Русские около четырёх часов сдерживали французов на пространстве в 14 км. Наконец, русские отступили в Гуттштадт. Жаркий штыковой бой на улицах города в последний раз позволил Багратиону отразить атаки противника и благополучно отойти за Алле. Мосты были вовремя уничтожены казаками Платова.

## Результаты
Фактически сражение при Гуттштадте окончилось ничьей, лишь ознаменовав возобновление боевых действий после трёхмесячного перерыва в связи с распутицей. Главным виновником неудачи русских войск являлся генерал Беннигсен, оказавшийся неспособным организовать достаточное взаимодействие сил и дважды упустивший шанс разгромить корпус Нея. Медлительность и неопределённость в действиях обрекла русских на тяжёлые арьергардные бои с превосходящим противником во время отхода основных сил к месту будущего генерального сражения весенней кампании. В итоге ни русская, ни французская атаки не привели к выполнению поставленных задач.